# Propionispira arboris
La  Propionispira arboris  è una specie di batterio appartenente alla famiglia delle Acidaminococcaceae.